# Марија Дабска
Марија  Магдалена Дабска рођена Suchy  (Бродњица, 20. јул 1921 − 20. јул 2014) била је пољски лекар, патолог, професор медицине. Прва је описала ретки тумор (ангиосарком ниског степена), који је у њену част назван Дабскин тумор.

## Живот и каријера
Током Другог светског рата била је активна учесница покрета отпора у Варшави. Као припадница Дома војске учествовала је у Варшавском устанку, и заједно са братом Тадеушом помагала је рањеним устаницима, носила лекове и оружје.
После рата студирала је патологију на Медицинској академији у Гдањску. Њени ментори били су професори: Wilhelm Czarnocki ,  Franciszek Łukaszczyk, Józef Laskowski, Tadeusz Koszarowski.. Шестомесечну лекарску праксу завршила је 1957. године на Универзитету у Лидсу код проф.  Ruperta Allana Willisa .
Током 1969. године објавила је резултате дугогодишњих истраживања и описала прву врсту тумора, касније названу по њој   Дабскин тумор. Заједно са Januszem Buraczewskim  била је аутор прве светске студије о симптоматологији анеуризматичне цисте.
Понуђена јој је престижна позиција у Светској здравственој организацији, међутим, одлучила је да настави да ради на Институту за онкологију  Марија Склодовска Кири у Варшави. После смрти проф. Józefа Laskowskог, 1970. године, Дабска је постала шеф одељења.
Коаутор је многих импресивних хистолошких и хистоклинкалних анализа тумора и описа њихових микроскопских особености, посебно тумора меких ткива, костију, карцинома штитасте жлезде и тумора коже. Међу осталим њеним достигнућима био је први опис новог онколошког ентитета који је назвала „парахордом“ (1977).  У својим радовима на енглеском језику, непрестано је популарисала  име професора Ласковског у западној литератури.
Будући да је једну деценију била шефица Одељења за патологију рака, образовала је неколико генерација специјалиста из онколошких центара широм Пољске. Годишње је пружала и до 1.500 консултација, и тако постала највиши ауторитет у својој области.
Током 1982. Дабска се са сином преселила у Аустрију, а касније у Западну Немачку, близу Хамбурга. Неколико година радила је као истражицач у Немачкој, да би се крајем 1980-их преселила  у Сједињене Америчке Државе где је радила на универзитету на Флориди.
Осамдесетих година прошлог века, примила је највише признање медицинских института у Лондону, Стокхолму , Бону , Рочестеру и Станфорду .
По повратку из Сједињених меричких Држава проф. Марија Дабска живела је у Варшави у стамбеном блоку званом Кућа писаца. Њен син Крзисзтоф такође је  лекар (дерматолог).